# Комуністична партія Бельгії
Комуністична партія Бельгії утворена 4 вересня 1921 року в результаті об’єднання Бельгійської компартії, створеної у 1920 році, й КПБ, створеної Ж. Жакмоттом у травні 1921 року на базі групи «Друзі того, кого експлуатують».
Вступила до Комінтерну, активно брала участь у страйковому русі й боротьбі за Народний фронт (у 1939 році — 7 000 членів). 10 травня 1940 року була заборонена й перейшла у підпілля, керуючи Рухом Опору (у роки війни загинуло близько 2 000 комуністів).
Після війни легалізована, успішно брала участь у парламентських виборах (у 1946 році — 300 000 голосів і 41 депутатський мандат). Однак в умовах холодної війни у березні 1947 року комуністів було усунуто з уряду, а у 1950 році був убитий лідер КПБ, Жюльєн Лао. У 1960-их роках вплив КПБ поступово відновився, на виборах 1971 року партія отримала 164 000 голосів і 6 депутатських місць.

## Керівники
Генеральні секретарі:
- Ж. Жакмотт (1934 — 11 жовтня 1936)
- К. Релек (1937 —)
- Е. Лальман (1945—1954)
- Е. Бюрнель (1954—1961; національний секретар)

Голови:
- Жюльєн Лао (серпень 1945 — серпень 1950)
- Е. Бюрнель (1961 — серпень 1968)
- М. Дрюмо (вересень 1968—1972)
- Л. Ван Гейт (1972—1989)

## Відомі члени
- Рене Магрітт, художник